# Brookings (Dakota del Sur)
Brookings es una ciudad ubicada en el condado de Brookings en el estado estadounidense de Dakota del Sur. En el Censo de 2010 tenía una población de 22.056 habitantes y una densidad poblacional de 653,26 personas por km².

## Geografía

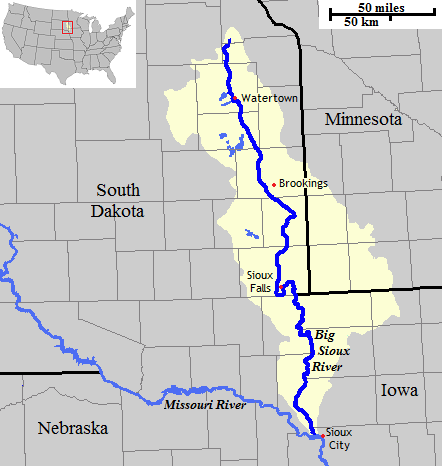
Mapa del río Big Sioux en el que se observa —en su curso medio— Brookings

Brookings se encuentra ubicada en las coordenadas 44°18′9″N 96°47′7″O / 44.30250, -96.78528, al este del estado, a la orilla del curso medio del río Big Sioux. Según la Oficina del Censo de los Estados Unidos, Brookings tiene una superficie total de 33.76 km², de la cual 33.51 km² corresponden a tierra firme y (0.75%) 0.25 km² es agua.

## Demografía
Según el censo de 2010, había 22.056 personas residiendo en Brookings. La densidad de población era de 653,26 hab./km². De los 22.056 habitantes, Brookings estaba compuesto por el 92.06% blancos, el 1.06% eran afroamericanos, el 0.98% eran amerindios, el 3.72% eran asiáticos, el 0.04% eran isleños del Pacífico, el 0.54% eran de otras razas y el 1.6% pertenecían a dos o más razas. Del total de la población el 1.52% eran hispanos o latinos de cualquier raza.